# Mats Lilienberg
Mats Lilienberg (Vollsjö, Švedska, 22. prosinca 1969.) je švedski nogometaš i bivši nacionalni reprezentativac. Igrao na poziciji napadača te je 1993. i 1997. bio najbolji strijelac švedskog prvenstva.
U klupskoj karijeri, Lilienberg je osvojio tri uzastopna naslova švedskog prvaka s IFK Göteborgom i Halmstadom. U Halmstadu mu je suigrač u napadu bio Fredrik Ljungberg sve do njegovog odlaska u Arsenal 1998. godine.
Cijelu svoju igračku karijeru Mats je proveo u Švedskoj osim u sezoni 1993./94. kada je igrao za 1860 München. Danas Lilienberg radi kao igrač / trener u niželigašu Höörs IS.
Kao član švedske reprezentacije, igrač je u veljači 1994. osvojio Joe Robbie Cup koji se održavao u Miamiju. Na tom turniru je zabio svoj jedini reprezentativni pogodak u utakmici protiv domaćina SAD-a kojeg je Švedska dobila s 3:1.

## Osvojeni trofeji

### Klupski trofeji
| Klub         | Trofej            | Godina  |
| Švedska      | Švedska           | Švedska |
| ------------ | ----------------- | ------- |
| IFK Göteborg | Švedsko prvenstvo | 1995.   |
| IFK Göteborg | Švedsko prvenstvo | 1996.   |
| Halmstad     | Švedsko prvenstvo | 1997.   |

### Individualni trofeji
| Klub       | Trofej                                     | Godina  |
| Švedska    | Švedska                                    | Švedska |
| ---------- | ------------------------------------------ | ------- |
| Trelleborg | Najbolji strijelac švedskog prvenstva (18) | 1993.   |
| Halmstad   | Najbolji strijelac švedskog prvenstva (14) | 1997.   |

## Vanjske poveznice
- Profil igrača na Transfermarkt.de
- Profil igrača na Worldfootball.net